# Allium yanchiense
Allium yanchiense är en amaryllisväxtart som beskrevs av Jie Mei Xu. Allium yanchiense ingår i släktet lökar, och familjen amaryllisväxter. Inga underarter finns listade i Catalogue of Life.